# Someone to Drive You Home
Albums de The Long Blondes
"Couples"
(2008)
Someone To Drive You Home est le premier album du groupe anglais de rock indépendant The Long Blondes, publié le 6 novembre 2006, Rough Trade.
Il reçoit un très bon accueil par la majorité des critiques mondiales (en France par les inrocks par exemple) et il est placé numéro 7 dans la liste du magazine britannique NME des 50 meilleurs albums de 2006 . L'album est présent dans de nombreuses autres listes de meilleurs albums de cette année-là. Le thème prédominant de cet album est celui des relations, amoureuses ou amicales, vues d'un angle féminin. On y rencontre des histoires de compétitions entre femmes, de solitude, d'exploration sexuelle, de tromperies et de dissimulation. Les influences de Pulp et de Blondie reviennent souvent dans la presse pour parler de cet album.
L'album tire son titre d'une phrase de la chanson You Could Have Both. La pochette est peinte par Kate Jackson, la chanteuse du groupe, et représente Faye Dunaway dans Bonnie et Clyde, seule, s’appuyant contre une Ford Cortina.

## Liste des chansons
Toute la musique est composée par The Long Blondes.
| No  | Titre                    | Durée |
| --- | ------------------------ | ----- |
| 1.  | Lust in the Movies       | 3:05  |
| 2.  | Once and Never Again     | 2:59  |
| 3.  | Only Lovers Left Alive   | 3:59  |
| 4.  | Giddy Stratospheres      | 5:08  |
| 5.  | In the Company of Women  | 2:39  |
| 6.  | Heaven Help the New Girl | 3:54  |
| 7.  | Separated by Motorways   | 2:19  |
| 8.  | You Could Have Both      | 4:47  |
| 9.  | Swallow Tattoo           | 2:31  |
| 10. | Weekend Without Makeup   | 4:11  |
| 11. | Madame Ray               | 3:30  |
| 12. | A Knife for the Girls    | 5:08  |